# 골목안 풍경
"골목안 풍경"은 한국에서 제작된 박종호 감독의 1962년 영화이다. 김승호 등이 주연으로 출연하였다.

## 출연

### 주연
- 김승호
- 조미령
- 정애란